# Adrien Drumel
 (août 2025).
Adrien Drumel est un comédien belge ,né en 1988, actif dans le théâtre contemporain francophone ainsi que dans des productions télévisées. Il a notamment joué dans la série télévisée La Trêve (2018) et participé à plusieurs dizaines de pièces mises en scène par des metteurs et metteuses en scène du théâtre belge.

## Biographie
Né à Saint-Ghislain, il grandit à Mons et découvre le théâtre dès l’âge de huit ans, où il joue dans une pièce de Georges Feydeau.
Il est formé au Conservatoire Royal de Mons, où il étudie l’art dramatique de 2008 à 2012.

## Carrière

### Théâtre
Adrien Drumel est une figure du théâtre contemporain en Belgique. Il a travaillé avec des metteurs en scène tels que Christophe Sermet, Pauline d’Ollone, Axel Cornil, Frédéric Dussenne, Philippe Sireuil...
Parmi ses rôles les plus notables :
- Mamma Médéa de Tom Lanoye, mise en scène de Christophe Sermet (2020)[4]
- Reflets d’un banquet, texte et mise en scène de Pauline d’Ollone
- Le Roman d’Antoine Doinel, adaptation des films de François Truffaut, dans lequel il incarne le personnage principal[4]
- T.M. (2025), création collective, présentée au Carreau – Scène nationale de Forbach[5]
- Néron, mise en scène de Frédéric Dussenne[6]
- L'apocalypse heureuse, mise en scène Jean-Baptiste Delcourt (2024)[7],[8]
- Hamlet de William Shakespeare, mise en scène de Christophe Sermet (2025)[9],[10]

Son jeu est souvent salué pour sa sensibilité et sa justesse.

### Télévision
En 2018, il participe à la deuxième saison de la série belge La Trêve, dans laquelle il joue le rôle de Pierrot, un pensionnaire du centre thérapeutique au cœur de l’intrigue.

## Prix
En 2020, Adrien Drumel reçoit le prix Maeterlinck de la critique pour son rôle dans Le Roman d'Antoine Doinel,. 